# تپه کرنه
تپه کرنه در شهرستان چرداول، روستای زنجیره سفلی واقع شده و این اثر در تاریخ ۹ اردیبهشت ۱۳۸۲ با شمارهٔ ثبت ۸۴۷۵ به‌عنوان یکی از آثار ملی ایران به ثبت رسیده است.